# タイムパフォーマンス
タイムパフォーマンス（英：Time Performance）は、かけた時間に対する効果、すなわち「時間対効果」のことである。かけた費用に対する効果（費用対効果）を意味する「コストパフォーマンス（省略形：コスパ）」の「コスト」を「タイム」（時間）に置き換えた造語で、和製英語。「コスパ」同様、しばしば省略されて「タイパ」と言われる。Z世代の消費行動を象徴するワードとして扱われることも多い。

## 概要
中長期的な損得を意識した「費用対効果」（コストパフォーマンス）の考え方から派生し、時間消費の観点から全ての物事をいかに効率化するかを考えた行動志向や、かけた時間に対する満足度を意味する。「タムパ」、または「タイパ」と略され、「タイパ」は今年の新語 2022の大賞に選出された。商標登録されているため、使用するときには権利を侵害しないようにしなければならない。

## 起源
2015年、原田曜平が当時の若者たちの実態を見て思いついた造語。
もとはビジネスにおいての時間と能率の関係について用いられた言葉だったが、SNSや動画配信サイトの爆発的な普及に伴い大量の情報とコンテンツに触れるようになり「最小の労力で最大の成果を得る」ことを重視する若者の志向に対しても使われるようになった。

## 「タイパ」論に対する批判
「タイパ」論はZ世代などの若年層をステレオタイプ的に描写したものとして批判の対象になることがある。俗流若者論に対する批判で知られる後藤和智は、<タイパ>なる言葉はマーケッターが生み出した現代の若年層を否定的に描き出したキャッチーな言葉で、この概念こそが<タイパ>重視に他ならないと批判している。